# Syntormon trisetum
Syntormon trisetum är en tvåvingeart som beskrevs av Yang 1998. Syntormon trisetum ingår i släktet Syntormon och familjen styltflugor. Inga underarter finns listade i Catalogue of Life.